# Irán az 1956. évi téli olimpiai játékokon
Irán az olaszországi Cortina d’Ampezzóban megrendezett 1956. évi téli olimpiai játékok egyik részt vevő nemzete volt. Az országot az olimpián 1 sportágban 3 sportoló képviselte, akik érmet nem szereztek. Irán először vett részt a téli olimpiai játékokon.

## Alpesisí
Férfi
| Versenyző       | Versenyszám      | 1. futam | 1. futam | 2. futam | 2. futam | Összesítés | Összesítés |
| Versenyző       | Versenyszám      | Idő      | Hely.    | Idő      | Hely.    | Idő        | Helyezés   |
| --------------- | ---------------- | -------- | -------- | -------- | -------- | ---------- | ---------- |
| Benik Amirian   | Lesiklás         |          |          |          |          | 5:02,7     | 44.        |
| Benik Amirian   | Műlesiklás       | kizárták | kizárták | kiesett  | kiesett  | kiesett    | kiesett    |
| Benik Amirian   | Óriás-műlesiklás |          |          |          |          | kizárták   | kizárták   |
| Reza Bazargan   | Lesiklás         |          |          |          |          | kizárták   | kizárták   |
| Reza Bazargan   | Műlesiklás       | kizárták | kizárták | kiesett  | kiesett  | kiesett    | kiesett    |
| Reza Bazargan   | Óriás-műlesiklás |          |          |          |          | 4:15,0     | 75.*       |
| Mahmoud Beiglou | Lesiklás         |          |          |          |          | 4:22,0     | 39.        |
| Mahmoud Beiglou | Műlesiklás       | 2:56,7   | 61.      | 2:54,6   | 55.      | 5:51,3     | 55.        |
| Mahmoud Beiglou | Óriás-műlesiklás |          |          |          |          | 4:43,9     | 82.        |

* - egy másik versenyzővel azonos eredményt ért el